# Les Brumes d'Avalon (roman)
Cet article concerne le roman. Pour le téléfilm, voir Les Brumes d'Avalon.
Les Brumes d'Avalon, deuxième tome de la traduction française de The Mists of Avalon, est un roman de fantasy écrit par Marion Zimmer Bradley, où l'histoire d'Arthur est racontée du point de vue des femmes.

« Morgane, je meurs heureux… Jurez-moi que nous ne nous quitterons plus jamais… que vous êtes pour moi Morgane la Fée, la Déesse Éternelle ! »

— Arthur avant de mourir, Les Brumes d'Avalon.

## Résumé
Viviane se rend à la cour d'Arthur pour lui rappeler ses engagements envers la Déesse, mais là, elle est assassinée par Balin. Morgane épouse le roi Urien et devient l'amante du fils de celui-ci, Accolon. Avec l'aide de ce dernier, elle tente de reprendre Excalibur à Arthur mais le plan échoue et Accolon est tué. Morgane prépare également un plan pour arranger le mariage entre Elaine et Lancelot, pour aider la jeune fille amoureuse, elle aussi, de Lancelot.
Gwydion, fils de Morgane élevé par Morgause, arrive à Camelot où on le nomme Mordred. Quelques années plus tard, il tente de s'emparer du trône en profitant de la dangereuse liaison entre la reine Guenièvre et Lancelot. Au cours de la bataille finale entre Mordred et Arthur, les deux s'entretuent, et Morgane emporte son frère à Avalon. 
À la fin du roman, Morgane découvre une statue de sainte Brigitte et comprend que la Grande Déesse survit au sein du christianisme, et qu'elle, Morgane la Fée, a accompli sa mission et achevé son œuvre.

## Télévision
Le téléfilm Les Brumes d'Avalon (The Mists of Avalon) a été réalisé par Uli Edel en 2001.